# Microrégion de Nova Venécia
La microrégion de Nova Venécia est l'une des trois microrégions qui subdivisent le nord-ouest de l'État de l'Espírito Santo au Brésil.
Elle comporte 6 municipalités qui regroupaient 120 744 habitants en 2006 pour une superficie totale de 3 656 km2.

## Municipalités[1]
- Águia Branca
- Boa Esperança
- Nova Venécia
- São Gabriel da Palha
- Vila Pavão
- Vila Valério